# Painkiller (album de Judas Priest)
Pour les articles homonymes, voir Painkiller.
Albums de Judas Priest
Ram It Down
(1988) Metal Works '73–'93
(1993)
Singles
1. Painkiller
Sortie : septembre 1990
2. A Touch of Evil
Sortie : mars 1991

Painkiller est le douzième album studio du groupe anglais de heavy metal traditionnel Judas Priest. Il est sorti le 3 septembre 1990 sur le label CBS Records en Europe et Columbia Records en Amérique du Nord et fut produit par Chris Tsangarides et le groupe. Une version remasterisée agrémentée de deux titres, un inédit et un en public est sortie en 2001. 

## Historique
C'est aussi le premier album du groupe avec Scott Travis comme batteur, à la suite du départ de Dave Holland. Cet album a été enregistré au studio Miraval, à Correns, en France, au début des années 1990, et complèté et mixé au studio Wisseloord, à Hilversum, aux Pays-Bas. Les premières éditions LP, cassettes et CD sont sortis le 3 septembre 1990. Une édition remasterisée du CD a été produite en mai 2001. L'album a reçu la nomination en tant que Grammy Award de la meilleure prestation metal le 20 février 1991, lors de la 33e édition des Grammy Awards.
Succédant aux faibles ventes de l'album Ram It Down, qui avait été une tentative de réconciliation avec les fans après l'expérimental Turbo, Judas Priest est retourné à son style plus classique des années 1970 tout en empruntant les techniques modernes de speed metal, ce qui entraina les acclamations du public. L'album est vu comme un disque fondateur du speed metal et il influença fortement les groupes européens de power metal comme Gamma Ray et Primal Fear.
Après la tournée qui a suivi cet album, le chanteur Rob Halford a quitté le groupe, tout en maintenant un contact avec les membres de Judas Priest tout au long des années 1990.
Ce départ était dû aux tensions de plus en plus fortes au sein du groupe, généralement attribuées à l'homosexualité de Rob Halford, bien que celle-ci n'eût pas une influence si importante. Pendant la tournée, à Toronto, Rob eut un accident avec sa moto Harley-Davidson sur la scène, ce qui participa à la séparation du groupe. Le chanteur voulut créer un nouveau groupe, Fight, et réussit à quitter légalement Judas Priest pour pouvoir être autorisé à vendre ses futures productions. Les autres membres ont déclaré que Judas Priest n'existerait plus après le départ de Rob Halford. Cependant, ils se réunirent 5 ans après, avec le chanteur Tim "Ripper" Owens.
Cet album se classa à la 26e place du Billboard 200 aux États-Unis et dans les charts britanniques. Il obtint son meilleur classement en Allemagne (#7) et sera certifié disque d'or au Canada et aux USA.

## The Painkiller
Le Painkiller (que l'on peut traduire, dans le contexte par "le tueur de vices", la traduction littérale étant analgésique ou calmant) fait partie d'une série de héros créés par Judas Priest. Le Painkiller est décrit comme un messie de métal envoyé sur Terre pour détruire les démons et sauver l'humanité de la destruction. Le Painkiller est inspiré par l'ange déchu de la pochette de l'album Sad Wings of Destiny que Judas Priest a enregistré à ses débuts. On le retrouve aussi sur les pochettes des albums Angel of Retribution et Redeemer of Souls.
Le trait le plus marquant du Painkiller, en plus de son corps de métal, est qu'il conduit le "metal monster", une moto avec un dragon en tant que châssis et deux scies circulaires à la place des roues.
Le dessin de la pochette est l'œuvre du dessinateur/illustrateur anglais Mark Wilkinson, qui a réalisé celui de la pochette de l'album précédent.

## Liste des titres
Tous les titres ont été composés par Rob Halford, Glenn Tipton et K. K. Downing sauf A Touch of Evil (par Halford, Tipton, Downing et leur producteur Chris Tsangarides)
1. "Painkiller" – 6:06
2. "Hell Patrol" – 3:37
3. "All Guns Blazing" – 3:58
4. "Leather Rebel" – 3:35
5. "Metal Meltdown" – 4:48
6. "Night Crawler" – 5:45
7. "Between the Hammer & the Anvil" – 4:49
8. "A Touch of Evil" – 5:45
9. "Battle Hymn" – 0:58
10. "One Shot at Glory" – 6:49

### 2001 Bonus Tracks
Painkiller a été remasterisé en 2001, et deux chansons ont été rajoutées, une inédite, "Living Bad Dreams" et une édition live de "Leather Rebel".
1. "Leather Rebel" (Live at the Fondation Forum, Los Angeles, 13 septembre 1990) – 3:39

## Divers
- Ian Hill n'était pas bien à l'époque de l'enregistrement et ne joua que quelques parties de basses. Sans être crédité, notamment par souci de droits, Don Airey (futur claviériste de Deep Purple) joua la majorité des parties de basse et officia au synthé sur A Touch Of Evil.
- La chanson Painkiller a été reprise par le groupe de death metal Death sur leur album The Sound of Perseverance. Elle a été aussi reprise par le groupe de metal progressif Angra, sur l'EP Freedom Call et sur le live Holy Live.
- Le groupe de hard rock suisse Krokus a sorti un album du même nom en 1978, et le groupe de glam hard punk'n'roll suédois Backyard Babies a intitulé ainsi une chanson de son album Making Enemies is Good (2001).
- Deux clips ont été tournés pour leurs deux singles Painkiller et A Touch of Evil.
- Les chansons Painkiller et Leather Rebel et One Shot at Glory sont toutes les trois présentes dans le jeu vidéo Brütal Legend, œuvre axée vers l'univers du heavy metal. La première illustre le combat contre le boss final et les deux autres sont disponibles dans la soundtrack du jeu.
- Dans le film Wayne's World, Garth possède le poster de la pochette du disque au-dessus de son lit.
- La chanson Painkiller est présente dans le jeu vidéo Rocksmith 2014 en tant que chanson supplémentaire à acheter avec Breaking The Law et Living After Midnight.
- Le personnage de la pochette a servi d'inspiration à celui interprété par Nicolas Cage dans le film Ghost Rider.

## Musiciens
- Rob Halford : chant
- K. K. Downing : guitares
- Glenn Tipton : guitares
- Don Airey : basse, claviers
- Ian Hill : basse
- Scott Travis : batterie

## Charts et certifications
| Pays             | Durée du classement | Meilleur classement |
| ---------------- | ------------------- | ------------------- |
| Allemagne        | 14 semaines         | 7e                  |
| Autriche         | 2 semaines          | 22e                 |
| Canada           | 8 semaines          | 29e                 |
| États-Unis       | 20 semaines         | 26e                 |
| Grèce            | 2 semaines          | 7e                  |
| Norvège          | 2 semaines          | 19e                 |
| Nouvelle-Zélande | 2 semaines          | 27e                 |
| Royaume-Uni      | 2 semaines          | 26e                 |
| Suède            | 3 semaines          | 19e                 |
| Suisse           | 9 semaines          | 14e                 |

| Pays       | Certification | Ventes    | Date       |
| ---------- | ------------- | --------- | ---------- |
| Canada     | Or            | 50 000 +  | 20/11/1990 |
| États-Unis | Or            | 500 000 + | 02/01/1991 |

Charts singles
| Année | Single            | Chart                  | Durée du classement | Position |
| ----- | ----------------- | ---------------------- | ------------------- | -------- |
| 1990  | "Painkiller"      | UK Singles Chart       | 2 semaines          | 74e      |
| 1990  | "A Touch of Evil" | Mainstream Rock Tracks | 8 semaines          | 29e      |
| 1991  | "A Touch of Evil" | UK Singles Chart       | 2 semaines          | 58e      |
| 1993  | "Night Crawler"   | UK Singles Chart       | 1 semaine           | 63e      |

## Note
- (en) Cet article est partiellement ou en totalité issu de l’article de Wikipédia en anglais intitulé « Painkiller (Judas Priest album) » (voir la liste des auteurs).